# 滝知史
滝 知史（たき さとし、1964年3月5日 - ）は、日本の男性声優。滋賀県出身。賢プロダクション所属。

## 略歴
スクールデュオ2期生。
大学まで野球に明け暮れ、大学4年の時には全日本大学野球明治神宮大会にピッチャーとして出場。体育大卒業後は教師を目指すも、映画や舞台に興味を持ち、25歳の時に心機一転上京。
声優になる前は劇団俳優で6年間活動した後、植木屋、カブトムシの幼虫掘り、スポーツクラブのインストラクターなどのアルバイトをやっていた。

## 人物
特技は関西弁、野球、水泳。資格・免許はスキーの準指導員資格と体育科教員免許。趣味はドライブ、 バイクツーリング、キャンプ、マラソン、スポーツ観戦全般。

## 出演
太字はメインキャラクター。

### テレビアニメ
2001年
- カスミン（ロウソクB）
- 週刊ストーリーランド（タクシー運転手）
- はじめの一歩（観客）

2002年
- おジャ魔女どれみドッカ〜ン!（オークショニア、郵便配達、いかめし屋）
- GetBackers-奪還屋-（男達）
- デジモンフロンティア（ゼピックモン）

2003年
- ガンパレード・マーチ 〜新たなる行軍歌〜（パイロット）
- 金色のガッシュベル!!（2003年 - 2006年、部下、ヘンリカ、ベルン、バニキス・ギーゴー）
- DEAR BOYS（先輩、不良A）

2004年
- F-ZERO ファルコン伝説（幻斎）
- じゃがいぬくん（ねぎわに）
- ふたりはプリキュア（2004年 - 2005年、ザケンナー、執事ザケンナーB、高校生） - 2シリーズ

2005年
- 甲虫王者ムシキング 森の民の伝説（ウスバカゲロウ）
- DIGITAL MONSTER X-evolution（ハヌモン）
- 雪の女王（客）

2006年
- CLUSTER EDGE（将校、僧兵、兵士）
- こてんこてんこ（シロクマ、ナレーター）
- 働きマン（堀井）

2007年
- Yes!プリキュア5（夢原勉）
- おおきく振りかぶって（2007年 - 2010年、三星野球部コーチ、球審、主審、倉田の父） - 2シリーズ
- 風のスティグマ（坂本）
- 金田一少年の事件簿SP（村人）
- 恋する天使アンジェリーク ～かがやきの明日～（村人）
- ラブ★コン（リサの父）
- ロミオ×ジュリエット（キャピュレット）

2008年
- CLANNAD 〜AFTER STORY〜（木下）

2009年
- グイン・サーガ（ルト）
- ゴルゴ13（ビリヤードプレーヤー）
- フレッシュプリキュア!（ホワイトタイガー）

2010年
- ストライクウィッチーズ2（参謀）
- ハートキャッチプリキュア!（ななみの父）

2011年
- TIGER & BUNNY（エージェント）
- BLOOD-C（古きもの）

2012年
- 織田信奈の野望（安藤守就）
- 夏色キセキ（貴史の父）

2013年
- トリコ（バイル）

2014年
- ガンダム Gのレコンギスタ（ターボ・ブロッキン）
- クロスアンジュ 天使と竜の輪舞（検疫官）
- パックワールド（ナレーター）
- ハピネスチャージプリキュア!（大森たけお）
- 魔法科高校の劣等生（稲垣）

2015年
- クレヨンしんちゃん（2015年 - 2017年、ひみつの父、帝国星人）
- DOG DAYS''（ベリエール卿）

2016年
- 学戦都市アスタリスク（ドロテオ・レムス）
- シュヴァルツェスマーケン（エドゥアルト・グラーフ）
- ハイキュー!! 烏野高校 VS 白鳥沢学園高校（空井嵩）

2017年
- アイカツスターズ!（2017年 - 2018年、じいや）
- 将国のアルタイル（バティスタ）

2018年
- BEATLESS（シノハラ） - 2シリーズ
- ヴァイオレット・エヴァーガーデン（オスカー・ウェブスター）
- バジリスク 〜桜花忍法帖〜（現の父）
- 青春ブタ野郎はバニーガール先輩の夢を見ない（男性医師、医師）

2019年
- アイカツオンパレード!（じいや）

2020年
- 名探偵コナン（高内尊）
- 富豪刑事 Balance:UNLIMITED（斎木部長）

2021年
- 憂国のモリアーティ（裁判長）

2022年
- ニンジャラ（2022年 - 2023年、ハロルド）

2025年
- TO BE HERO X（ルォ・トン）

### 劇場アニメ
2005年
- 映画 ふたりはプリキュア Max Heart（コウモリザケンナー）

2009年
- 映画 プリキュアオールスターズDX みんなともだちっ☆奇跡の全員大集合!（ザケンナー）
- ヱヴァンゲリヲン新劇場版:破

2010年
- いばらの王 -King of Thorn-
- 宇宙ショーへようこそ（原田一）

2011年
- 映画 プリキュアオールスターズDX3 未来にとどけ! 世界をつなぐ☆虹色の花（ザケンナー）
- 手塚治虫のブッダ -赤い砂漠よ!美しく-

2012年
- アシュラ
- 虹色ほたる 〜永遠の夏休み〜（芳澤の父）

2016年
- planetarian 〜星の人〜（館長）

2021年
- Gのレコンギスタ III 宇宙からの遺産（2021年、ターボ・ブロッキン）
- 宇宙戦艦ヤマト2205 新たなる旅立ち（ヴィルキ・ボローズ）

2024年
- ヤマトよ永遠に REBEL3199（ヴィルキ・ボローズ）

### OVA
- 水木しげるの妖怪ワールド 恐山物語 （2005年、ハンター）
- planetarian 〜雪圏球〜（2021年、館長[9]）

### Webアニメ
- ベイウォーリアーズ サイボーグ（2015年、ラグラン）
- planetarian 〜ちいさなほしのゆめ〜（2016年、館長[8]）
- バキ（2020年、範海王[10]）

### ゲーム
2001年
- グローランサーIII（警備隊長）

2003年
- サムライスピリッツ零（劉雲飛）
- スターオーシャン Till the End of Time（スティング）

2004年
- 幻想水滸伝IV（ダリオ、霧の船の導者）
- サムライスピリッツ零SPECIAL（劉雲飛）
- スターオーシャン Till the End of Time ディレクターズカット（スティング）

2005年
- 金色のガッシュベル!! うなれ!友情の電撃 ドリームタッグトーナメント（ベルン）
- 金色のガッシュベル!! ゴー!ゴー!魔物ファイト!!（ベルン）
- Rhapsodia（ダリオ、マルティン）

2006年
- 聖剣伝説4（シェイド）

2007年
- Microsoft Flight Simulator X
- ルミナスアーク（キングストン）

2012年
- キングダム ハーツ 3D ［ドリーム ドロップ ディスタンス］（ブラックガードA）
- Glass Heart Princess（黒江兼定）

2015年
- バットマン アーカム・ナイト（アーカム・ナイト、トゥーフェイス / ハービー・デント）

2016年
- シュヴァルツェスマーケン 殉教者たち（エドヴァルド・グラーフ）

2017年
- マインクラフト:ストーリーモード シーズン2（ナレーター）
- ラジアントヒストリア パーフェクトクロノロジー（ノア）

2018年
- Marvel's SPIDERMAN（無線のニューヨーク市警）

2019年
- Apex Legends（コースティック）

2021年
- planetarian 〜雪圏球〜（館長）
- World of Demons - 百鬼魔道（蓮）

2023年
- グランブルーファンタジー（ザ・タワー〈最終上限解放〉）

2025年
- マリオカート ワールド

### ドラマCD
- 最終神話戦争イデアオペラ オリジナルドラマCD 第2章 彷徨う冥界の扉（ヘルメス）
- ハッピータイム（中田剛）
- ふたりはプリキュア CDドラマシリーズ〜ふたりでプリドラ No.1〜「ぶっちゃけ お江戸でござる!?」（ザケンナー、執事ザケンナーB）

### 吹き替え

#### 担当俳優
ジェイソン・アイザックス
- カーズ2（シドレー）
- ホテル・ムンバイ（ワシリー）
- ミッシング ID（ケビン・ハーパー）

#### 映画
- アート・オブ・ウォー ※テレビ東京版
- アイズ・オン・ユー（エド〈トニー・ヘイル〉）
- アイム・ソー・エキサイテッド!（アレックス〈アントニオ・デ・ラ・トーレ〉）
- あなたは私の婿になる
- アメリカン・クライム（ロイ・ニュー検事〈ブラッドリー・ウィットフォード〉）
- インディ・ジョーンズ/最後の聖戦 ※WOWOW版（BD収録）
- インフォーマント!（カーク・シュミット〈エディ・ジェイミソン〉）
- AIR/エア（ロブ・ストラッサー〈ジェイソン・ベイトマン〉）
- エアポート'02
- 80デイズ（巡査部長〈ジョン・クリーズ〉）※劇場公開版
- エクスティンクション 地球奪還（レイ〈レックス・シュラプネル〉）
- エニイ・ギブン・サンデー（オリー・パワーズ〈マシュー・モディーン〉）※テレビ朝日版
- オズ はじまりの戦い（ミスター・ボーム〈ラッセル・ボビット〉）
- ガール・オン・ザ・トレイン（トム・ワトソン〈ジャスティン・セロー〉）
- 消えない罪（ヴィンセント・クロス〈ロブ・モーガン〉）
- キス・オブ・ザ・ドラゴン ※ソフト版
- キスキス,バンバン（ミスター・フライパン〈ダッシュ・ミホク〉）
- キングコング:髑髏島の巨神（ケネディ[16]）
- グエムル-漢江の怪物-
- クルエラ[17]
- ゲット スマート（パイロット）※テレビ朝日版
- コーチ・ラドスール 無敵と呼ばれた男（ボブ・ラドスール〈ジム・カヴィーゼル〉[18]）
- 強奪のトライアングル（モク・シンユエン〈スン・ホンレイ〉）
- コズモポリス（トーヴァル〈ケヴィン・デュランド〉）
- ザ・スイッチ
- ザ・マーダー（ヴコヴィッチFBI捜査官〈クリスチャン・スレーター〉）
- シカゴ7裁判（レナード・ワイングラス〈ベン・シェンクマン〉）
- ジャージー・ボーイズ（ボブ・クルー）
- ジャスティス（B・J・“デポット”・ギドリー〈サム・ワーシントン〉）
- 人生の特等席
- スズメバチ ※テレビ東京版
- ゼロ時間の謎（ギョーム・ネヴィル〈メルヴィル・プポー〉）
- センター・オブ・ジ・アース（ジョナサン・ブロック〈リック・シュローダー〉）
- ダイ・ハード/ラスト・デイ（M126操縦士）
- 沈黙の鉄拳（大佐〈バイロン・マン〉）
- デイ・アフター 首都水没
- ディファイアンス（イザック〈マーク・フォイアスタイン〉）
- 鉄ワン・アンダードッグ
- デンジャー・クロース 極限着弾（ボブ・ビュイック軍曹〈ルーク・ブレイシー〉[19]）
- 遠すぎた橋（ジェームズ・M・ギャビン准将〈ライアン・オニール〉）※DVD版
- トランスポーター（ファルーク）
- トロン: レガシー（若いプログラム）
- ネバー・サレンダー 肉弾凶器（フランク）※テレビ東京版
- バイオハザードV リトリビューション（アンブレラ社隊長）※劇場公開版
- バウンティ・キッド（レジー・ウィード〈チャド・リンドバーグ〉）
- パッセンジャー（オートドク[20]）
- ハルク
- ハンガー・ゲーム（セネカ・クレーン〈ウェス・ベントリー〉）※ソフト版
- ハンテッド（リチャーズ）※テレビ東京版
- ヒトラー暗殺、13分の誤算（ハインリヒ・ミュラー〈ヨハン・フォン・ビューロー〉）
- ヒプノティスト-催眠-（ヨーナ・リンナ〈トビアス・ジリアクス〉）
- ファイナル・デス・ゲーム（イザール）
- ブラックパンサー（青年ティ・チャカ〈アタンドワ・カニ〉[21]）
- ブラックホーク・ダウン（ドノヴァン・ブライリー准尉）※ソフト版
- ブラックホール（カール〈スティーヴン・ウェバー〉）
- プロフェシー ※テレビ版
- ペイチェック 消された記憶（重役）※テレビ朝日版
- ヘイル、シーザー!（バート・ガーニー〈チャニング・テイタム〉）
- ボーイ・ソプラノ ただひとつの歌声（ジェラルド〈ジョシュ・ルーカス〉）
- ポセイドン・アドベンチャー（マシュー・バラード医師〈C・トーマス・ハウエル〉）
- ホワイト・バレンタイン（パク・ヒョンジュン〈パク・シニャン〉）
- マイ・ファニー・レディ（ジョシュア・フリート〈ウィル・フォーテ〉）
- マイファミリー・ウェディング（グレッグ）
- マックス・ペイン（ダグ）
- ミッション: 8ミニッツ（ジョージ・トロクセル）
- ムーン・パニック
- メンアンドレジェンド（イクナン）
- 楊家将〜烈士七兄弟の伝説〜（楊延平〈イーキン・チェン〉）
- ラスト・ソング
- ラブリーボーン（レン・フェナマン〈マイケル・インペリオリ〉）
- リーサル・ウェポン4 ※テレビ朝日版
- リアル・スティール
- ロードキラー（ダニー〈スチュアート・ストーン〉）※ソフト版
- ロードキラー デッド・スピード（ウィリアムズ〈ディーン・アームストロング〉）
- ロフト.（クリス・ファン・アウトリーヴェ〈ケーン・デ・ボーウ〉）
- 私が愛したギャングスター

#### ドラマ
- ARROW/アロー シーズン2（マーク・シェファー / シュラプネル〈ショーン・メイハー〉）
- WITHOUT A TRACE/FBI 失踪者を追え! シーズン2 #8（メイソン医師）
- ウェイバリー通りのウィザードたち（ドウェイン・ジョンソン）
- WALKER/ウォーカー（ラリー・ジェームズ〈コビー・ベル〉[22]）
- 美しき日々（キュソク）
- エージェント・オブ・シールド
  - シーズン1 #5（マイルズ・ライドン〈オースティン・ニコルズ〉）
  - シーズン2-（ランス・ハンター〈ニック・ブラッド〉）
- NCIS 〜ネイビー犯罪捜査班 シーズン6 #25（アミット・ハダール〈アーノルド・ヴォスルー〉）
- 仮面ライダードラゴンナイト（グリムス刑事）
- 救命医ハンク4 セレブ診療ファイル（ケン・クラー、ジェレマイヤ・サカーニ〈ベン・シェンクマン〉）
- クイーンズ・ギャンビット
- グッド・ファイト シーズン1 #9（ナット・レーゼンビー〈クリス・マクギャリー〉）
- クリスマス・マジック プレゼントはお天気マシーン
- ケネディ家の人びと
- コーヒープリンス1号店（DK）
- 恋するマンハッタン（ノア〈キャメロン・マシスン〉）
- ザ・パシフィック
- CSI:科学捜査班
  - シーズン14 #17（アーノルド・ボコウスキ）
  - シーズン15 #5（マーク・パーロー〈マイケル・ランデス〉）
- CSI:ニューヨーク9 ザ・ファイナル #11（アンディ・スタイン〈ジェフ・ブランソン〉）
- しあわせの処方箋（ジェイソン）
- 自由へのトンネル（ロルフ）
- 純ちゃんの応援歌（宮下）
- SCORPION/スコーピオン シーズン3 #5（治安判事〈ケン・コルキット〉）
- 天才学級アント・ファーム（ダリル・パークス〈フィネッセ・ミッチェル〉）
- ナース・ジャッキー
- 根の深い木 〜世宗大王の誓い〜
- PERSON of INTEREST 犯罪予知ユニット（ジョン・リース〈ジム・カヴィーゼル〉[23]）
- ハリーズ・ロー 裏通り法律事務所
- ビヨンド・ザ・ブレイク（ドルー）
- プッシング・デイジー 〜恋するパイメーカー〜（ハロルド）
- 冬のソナタ
- ボードウォーク・エンパイア 欲望の街（サラン医師）
- ボストン・リーガル（マーティン）
- マーニーと魔法の書（ロス・マクブライド / パパ〈ジェイソン・コネリー〉）
- ユーリカ 〜事件です!カーター保安官〜（キャプテン・ユーリカ）
- ラスベガス（レス・マリノフ）
- リ・ジェネシス バイオ犯罪捜査班（ペトラス）
- 流星花園（シン）
- LAW & ORDER: UK（ジェイコブ・ソーン〈ドミニク・ローワン〉）
- ワイルドカード〜捜査バディは天才詐欺師!?〜（リー〈テリー・チェン〉[24]）
- 私はラブ・リーガル（ポール・サギノー地方検事補〈マーカス・ライル・ブラウン〉）
- 私はラブ・リーガル4 #11（マーク・フィリップス市会議員〈ジョン・ブリデル〉）

#### アニメ
- アルティメット・スパイダーマン VS シニスター・シックス（ムーンナイト） #14(92)
- インサイド・ヘッド（パイロット）
- カールじいさんの空飛ぶ家（ストラウチ）
- きかんしゃトーマス（給炭所の主任、燃料貯蔵所の作業員、ジェームスの機関士）※フジテレビ版
- ジェネレーター・レックス
- ティーン・タイタンズ（バイオール）
- ドラゴン王子（アーラヴォス）
- パワーパフガールズ（店員）
- フランクリン（クマ）
- ボス・ベイビー: ビジネスは赤ちゃんにおまかせ!（OCB）
- 野生の島のロズ（サンダーボルト）

### ナレーション
- 世界列車の旅〜夢の蒸気機関車探訪〜

### テレビドラマ
- 鬼平犯科帳 第15話「泥鰌の和助始末」（1989年、フジテレビ） - 佐吉